# Fife Flyers
Les Fife Flyers (« Flyers de Fife ») est un club de hockey sur glace créé en 1938, ce qui en fait le club de hockey sur glace le plus ancien en Écosse, mais également dans tout le Royaume-Uni, battant les Nottingham Panthers de huit ans. Basé au Fife Ice Arena (en), l’équipe a remporté plus de 60 coupes et titres écossais et britannique.

## Palmarès
- 2 Playoffs Coupe Celtique : 2008/09, 2009/10
- 2 Saison régulière Coupe Celtique : 2008/09, 2009/10
- 2 British National League : 1999/2000, 2003/04
- 4 Grand Chelem : 1977, 1999/2000, 2005/06, 2006/07
- 5 British Champions : 1976/77, 1977/78, 1984/85, 1998/99, 1999/2000
- Scottish Premier Hockey League Champions : 2007/08
- Play-off Scottish league : 2007/08
- 2 Play-off Northern league : 2007/08, 2008/09
- 7 Ligue des Champions du Nord : 1976/77, 1977/78, 1996/97, 1997/98, 2005/06, 2006/07, 2007/08
- 6 Coupe d'Automne : 1949/50, 1972, 1975, 1976, 2005, 2008
- 2 Grandstand Trophy : 1964/65, 1966/67
- 3 Coupe du printemps : 1974/75, 1975/76, 1976/77
- 4 Trophée Anderson : 1938/39, 1946/47, 1948/49, 1949/50
- Trophée Airlie : 1953-1954
- Trophée McPherson : 1939
- Trophée d'Argent du Jubilé : 1948
- Coupe Coronation : 1948/49
- 8 Scottish League : 1939/40, 1948/49, 1949/50, 1963/64, 1990/91, 1995/96, 2005/06, 2006/07
- 11 Coupe d'Écosse : 1984/85, 1993/94, 1994/95, 1997/98, 1998/99, 1999/2000, 2000/01, 2005/06, 2006/07, 2008/09, 2009/10
- 7 Coupe Skol : 1964, 1964/65, 1966/67, 1967/68, 1970/71, 1973/74, 1976/77
- Coupe Canada écossaise : 1949-1950
- Trophée STV : 1964-1965
- Trophée directeurs : 1965
- Trophée Slapshot : 1977
- Evening News Trophy : 1976/77
- Forth Challenge Trophy : 1983
- Coupe Northumbria : 1976/1977
- Taws Trophy : 1990/91 Trophée Taws : 1990-1991
- Christmas Cup : 1999/2000 Coupe de Noël : 1999/2000
- 2 Coupe-Calédonie : 2002/03, 2003/04
- Challenge Cup Findus : 2001/02